# Konstantyn (Đokić)
Konstantyn, imię świeckie Krsta Đokić (ur. 26 września 1946 w m. Crnjelovo Gornje) – biskup Serbskiego Kościoła Prawosławnego.

## Życiorys
W 1967 ukończył seminarium duchowne św. Arseniusza w Sremskich Karlovcach. 28 marca 1970 złożył wieczyste śluby zakonne. W 1974 ukończył studia teologiczne na Uniwersytecie Belgradzkim. Po uzyskaniu dyplomu spędził rok w Stanach Zjednoczonych w celu kontynuowania edukacji teologicznej i nauki języka angielskiego. Od 1978 do 1982 był wykładowcą seminarium Trzech Świętych Hierarchów przy monasterze Krka, następnie zaś pracował w podobnym charakterze w seminarium, którego był absolwentem. 23 maja 1991 Święty Sobór Biskupów Serbskiego Kościoła Prawosławnego wybrał go na biskupa środkowoeuropejskiego. Uroczysta chirotonia miała miejsce w soborze św. Sawy w Belgradzie 21 lipca 1991 z udziałem patriarchy serbskiego Pawła i ośmiu innych hierarchów.
W grudniu 2012 został zawieszony w zarządzaniu eparchią na skutek licznych skarg wiernych, w jego sprawie otwarte zostało postępowanie przed sądem cerkiewnym. 1 czerwca 2013 Święty Synod Serbskiego Kościoła Prawosławnego zwolnił go z katedry.
Jego brat Đоrđе, w monasterze Jerzy, był biskupem kanadyjskim w jurysdykcji Serbskiego Kościoła Prawosławnego, drugi brat Ljubomir został prawosławnym kapłanem, zaś siostra Nadežda – mniszką.